# Joué-du-Bois
Joué-du-Bois é uma comuna francesa na região administrativa da Normandia, no departamento Orne. Estende-se por uma área de 21,08 km². Em 2010 a comuna tinha 422 habitantes (densidade: 20 hab./km²).